# Amasado

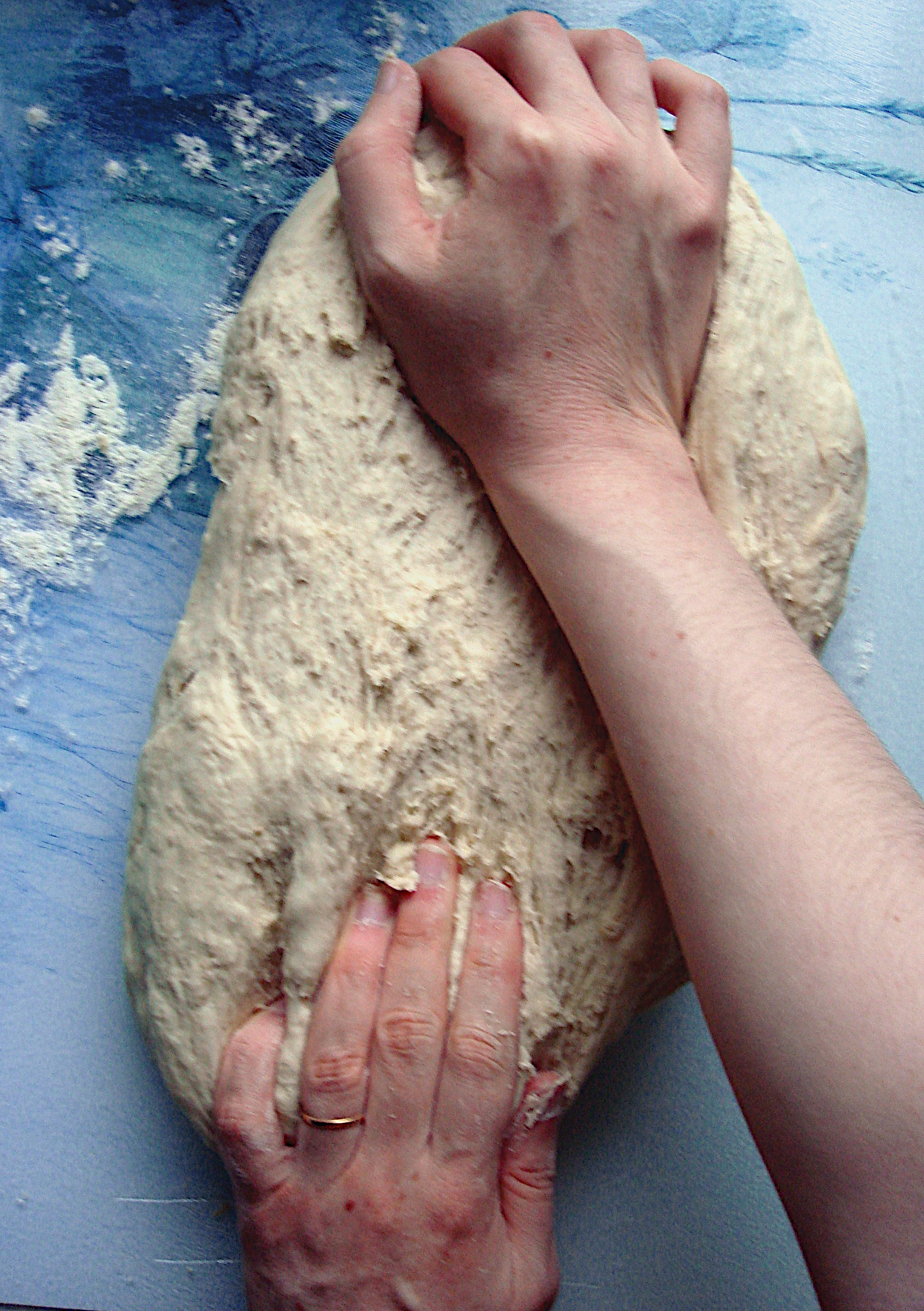
Amasado manual de masa de pan

El amasado es un proceso en la fabricación de pan o masa de pasta, que se utiliza para mezclar los ingredientes y añadir resistencia al producto final. Su importancia radica en la mezcla de la harina con el agua. Cuando estos dos ingredientes se combinan y amasan, las proteínas gliadina y glutenina en la harina se expanden y forman hebras de gluten, que dan al pan su textura. (para ayudar a la producción de gluten, muchas recetas usan harina de fuerza, que tiene más cantidad de proteínas que la harina de uso general). El proceso de amasado calienta y estira estas cadenas de gluten, creando finalmente una masa elástica. Si la masa de pan no se amasa lo suficiente, no va a ser capaz de mantener las diminutas bolsas de gas (CO2) creadas por el agente leudante (como la levadura o el polvo de hornear), y se derrumbará, dejando un pan pesado y denso.
El amasado se puede realizar a mano (la forma tradicional), con un mezclador equipado con un gancho de amasado, o con una máquina de pan. La masa se coloca sobre una superficie enharinada, se presiona y se estira con la palma de la mano, doblada sobre sí misma, y rotada mediante un giro de 90° de forma repetida. Este proceso continúa hasta que la masa esté elástica y suave. La masa puede entonces dejarse subir o crecer.
Similar al amasado está el llamando golpeado desde atrás o golpeado hacia abajo, que se lleva a cabo sobre la masa, tras el levantamiento. La masa se golpea una o dos veces, tras lo cual se amasa suavemente durante un corto tiempo. El objetivo de esto es eliminar las grandes bolsas de aire que se han formado en la masa, creando una textura singular en el pan y redistribuyendo los nutrientes para la levadura, permitiendo así que la fermentación continúe. La masa puede ser elevada entonces una segunda vez. Otro método de revés (también conocido como "plegado") es estirar suavemente y acariciar la masa elevada antes de plegar los lados hacia el centro. 
En panificación, el amasado puede ser sustituido permitiendo que una relativamente húmeda masa de baja levadura crezca durante más de doce horas; este método se conoce por como pan sin amasar.